# Hyundai Capital Skywalkers
Hyundai Capital Skywalkers (kor. 현대캐피탈 스카이워커스 배구단) – południowokoreański męski klub siatkarski z siedzibą w Cheonan.

## Nazwy klubu
- 1982–1983 Hyundai Heavy Industry
- 1983–1999 Hyundai Motor Service
- 1999–2001 Hyundai Motor
- 2001–2005 Hyundai Capital
- 2005– Hyundai Capital Skywalkers

## Sukcesy
Mistrzostwo Korei Południowej:
- 2006, 2007, 2017, 2019, 2025[3]
- 2005, 2008, 2009, 2010, 2014, 2016, 2018, 2023[4]
- 2011, 2012, 2013

Puchar KOVO:
- 2006, 2008, 2010, 2013

## Obcokrajowcy w drużynie
| Lata gry            | Imię i nazwisko             | Pozycja             |
| ------------------- | --------------------------- | ------------------- |
| 2024-               | Leonardo Leyva Martinez     | atakujący           |
| 2023-2024           | Ahmed Ikhbayri              | atakujący           |
| 2021-2022           | Felipe Banderò              | przyjmujący         |
| 2021                | Ronald Jimenez              | atakujący           |
| 2019-2021           | Daudi Okello                | atakujący           |
| 2019                | Yosvany Hernandez Cardonell | przyjmujący         |
| 2018-2019           | Krisztián Pádár             | atakujący           |
| 2017-2018           | Andreas Fragkos             | przyjmujący         |
| 2017                | Danijel Galić               | przyjmujący         |
| 2016-2017           | Toontje Van Lankvelt        | przyjmujący         |
| 2022-2023 2015-2016 | Oreol Camejo                | przyjmujący         |
| 2014-2015           | Kévin Le Roux               | środkowy, atakujący |
| 2013-2014           | Liberman Agamez             | atakujący           |
| 2012-2013           | Mitja Gasparini             | atakujący           |
| 2011-2012           | Dallas Soonias              | atakujący           |
| 2011                | Héctor Soto                 | atakujący           |
| 2010                | Osvaldo Hernández           | atakujący           |
| 2008-2010           | Matthew Anderson            | przyjmujący         |
| 2005-2007           | Sean Rooney                 | przyjmujący         |